# Unleashed
Az Unleashed egy svéd death metal-együttes, mely 1989-es megalakulásától a mai napig aktív. Zenéjük dallamos svéd irányultságú, ugyanakkor könyörtelen death metal. Szövegeiket az északi és viking mitológiából merítik. Az 1980-as évek végén kialakuló skandináv death metal színtér egyik legnépszerűbb veterán együttese.

## Történet
Johnny Hedlund basszusgitáros/énekes alapította, aki korábban a legendás svéd Nihilist tagja volt. Első demójukat Revenge and Utter Dark címen rögzítették, és egy német kiadó, a Century Media adta ki. Debütáló nagylemezüket Where No Life Dwells címmel adták ki 1991-ben. Az anyagot Európában és az Amerikai Egyesült Államokban is a Morbid Angel előzenekaraként turnéztatták meg.
1992-ben jelentették meg a második albumukat, a Shadows in the Deepet, mely tartalmazta a Venom Countess Bathoryjának az átiratát is. Népszerűségüket növelték az 1993-as Across the Open Sea és az 1995-ös Victory című albumokkal. Ez utóbbin játszott velük utoljára Fredrik Lindgren. Ő a továbbiakban punkot játszott. Helyére Fredrik Folkare került, aki az 1997-es Warrioron debütált. Ezt követően továbbra is turnéztak, lemezt azonban csak öt év múlva készítettek. (Hell's Unleashed - 2002). 2003-ban Hedlund körül olyan botrányok keringtek, hogy szimpatizál a náci nézetekkel. Hetedik stúdióalbumuk Sworn Allegiance címmel jött ki 2004-ben. 2006 október 10-én a nyolcadik nagylemezüket is elkészítették Mindvinterblot címmel. Az anyag európai turnéját a Masters of Death tour elnevezésű több zenekaros körút keretében bonyolították le. Itt olyan, szintén svéd együttesek voltak a partnereik, mint az Entombed, a Grave és a Dismember.
2007 februárjában és márciusában Észak-Amerikában turnéztak. Nyitóbandák a Belphegor és a Krisiun voltak. 2008. június 9-én jelent meg kilencedik nagylemezük, a Hammer Battalion. 2009. július 24-től a Century Media kiadótól átpártoltak a Nuclear Blasthoz. 2009 nyarán a Paganfest elnevezésű folk-metal-együtteseket tömörítő turnén is részt vettek.
2014 októberében kiderült, hogy stúdióban készítik a tizenkettedik nagylemezüket, amii valószínűleg 2015-ben fog megjelenni a Nuclear Blast kiadó által.

## Diszkográfia

### Stúdióalbumok
- Where No Life Dwells (1991)
- Shadows in the Deep (1992)
- Across the Open Sea (1993)
- Victory (1995)
- Warrior (1997)
- Hell's Unleashed (2002)
- Sworn Allegiance (2004)
- Midvinterblot (2006)
- Hammer Battalion (2008)
- As Yggdrasil Trembles (2010)
- Odalheim (2012)
- Dawn of the Nine (2015)
- The Hunt for White Christ (2018)

### EP-k és kislemezek
- ...And the Laughter Has Died (1991)

### Koncertfelvételek
- Live in Vienna '93 (1993)
- Eastern Blood Hail to Poland (1996)

### Boxsetek
- ...And We Shall Triumph in Victory (2003)
- Immortal Glory (2008)

## Külső hivatkozások
- Unleashed hivatalos honlapja
- Unleashed at MySpace